# Influencer marketing
Influencer marketing – forma marketingu w mediach społecznościowych, polegająca na wykorzystaniu rekomendacji wpływowych osób do rozpowszechniania przekazu wśród jak najszerszego grona odbiorców. Idea promowania produktów za pośrednictwem celebrytów sięga 1760 roku. Josiah Wedgwood, założyciel firmy Wedgwood produkującej ceramikę i porcelanę podarował królowej Sophie Charlotte zestaw do herbaty, a następnie wykorzystał jej rekomendację do zwiększenia sprzedaży produktów. Samo słowo influencer pochodzi od angielskiego ‘influence’, które oznacza ‘wpływ’. Influencer to osoba, która może wpływać na opinie, zachowania i postawy innych ludzi poprzez tworzenie treści w mediach społecznościowych. Do influencer marketingu dochodzi wtedy, gdy firma podejmuje współpracę z popularnym i wiarygodnym wśród odbiorców influencerem.

## Pozytywne aspekty influencer marketingu
Influencer marketing to efekt popularności mediów społecznościowych. Może być korzystny zarówno dla influencerów, jak i firm. Marki wykorzystujące influencer marketing budują wizerunek firmy wśród odbiorców danego influencera, którzy ufają mu i darzą go sympatią, dzięki czemu taka forma promocji jest odbierana inaczej niż tradycyjna reklama.
Ze względu na to, że influencer dociera bezpośrednio z przekazem do odpowiedniej grupy docelowej, ta forma marketingu okazuje się nie tak droga jak inne. Influencerzy nie pozostają w tej sytuacji bez jakiejkolwiek zapłaty. Po dodaniu postów sponsorowanych lub nagraniu relacji o danej marce dostają różne, niekiedy cenne produkty. Coraz częściej zdarza się też, że otrzymują wynagrodzenie za swoje działania w mediach społecznościowych.

## Negatywne aspekty
Głównym problemem, z jakim zmaga się wiele firm, pozostaje znalezienie odpowiedniego influencera. W sytuacji, gdy firma wybierze nieodpowiedniego influencera, może pojawić się małe zainteresowanie wśród grupy docelowej w społeczności influencera. Problemem może być też brak pełnej kontroli nad treścią publikowaną przez influencera i utrudniona ocena jakości osiąganych przez nich wyników. Efektywna współpraca firmy z influencerami powinna być długofalowa. Regularna i systematyczna promocja jednej marki zwiększa autentyczność jej produktów oraz treści influencera.
Wśród negatywnych aspektów współpracy z influencerami wymienia się często brak jasnych oznaczeń o sponsorowanej promocji. Wychodząc naprzeciw tym problemom, Prezes Urzędu Ochrony Konkurencji i Konsumentów (UOKiK) w dniu 26 września 2022 opublikował specjalne wytyczne odnośnie współpracy marek z influencerami. Zapisy te dotyczą treści reklamowych publikowanych za pośrednictwem mediów społecznościowych. Ich adresatami nie są jednak tylko influencerzy, ale także:
- reklamodawcy,
- agencje PR i marketerzy,
- obecni i przyszli konsumenci,
- przedsiębiorcy planujących tego typu promocję.

Celem wprowadzenia nowych obostrzeń jest szersza ochrona interesów konsumenta oraz przestrzeganie zasad uczciwej konkurencji. W rekomendacjach wydanych przez Prezesa Urzędu Ochrony Konkurencji i Konsumentów (UOKiK) znajdują się nie tylko definicje i regulacje prawne, ale także instrukcje dotyczące poprawnego oznaczania reklam. Dokument zawiera zalecenia dotyczące różnych aspektów reklamy, takich jak jej forma czy czas trwania współpracy. Rekomendacje obejmują również autopromocję oraz paczki PR-owe. W skrócie, w dokumencie zawarte są najważniejsze informacje dotyczące zasad i wymagań prawnych, których należy przestrzegać przy prowadzeniu działań reklamowych.